# Nido di spie
Nido di spie (Teheran 43) è un film del 1981 diretto da Aleksandr Alov e Vladimir Naumov.
Frutto di una coproduzione multinazionale che coinvolse in piena guerra fredda l'allora maggiore impresa cinematografica dell'Europa orientale, la sovietica Mosfil'm, la pellicola fece registrare uno degli incassi più alti della storia del cinema sovietico, con oltre 47,5 milioni di spettatori, mentre risultò un flop in Francia, con poco più di 94 000 biglietti venduti.
All'edizione 1981 del Festival cinematografico internazionale di Mosca, si aggiudicò il Gran Premio.

## Trama
1943. Nel corso della seconda guerra mondiale, durante la conferenza di Teheran, dove per la prima volta si riunirono i capi delle tre potenze mondiali in lotta contro le forze dell'Asse, Stalin, Churchill e Roosevelt, un gruppo di agenti segreti del regime nazista viene incaricato di assassinare i tre leader, per destabilizzare lo scenario sociopolitico e influenzare le sorti della guerra.
1980. Dopo circa quarant'anni, l'ufficiale sovietico Andrej Borodin partecipa a un'asta a Londra, dove vengono venduti documenti segreti risalenti alla seconda guerra mondiale da parte del collezionista Richard Max. Ciò che si cela dietro la figura del venditore è in realtà molto di più di quel che sembra: infatti Richard in passato era stato una spia nazista, uno degli uomini del commando che avrebbe dovuto attentare alla vita dei tre leader a Teheran, su ordine del suo superiore gerarchico Scherner, che ora gli sta dando la caccia, con l'intenzione di fagli pagare il fallimento dell'attentato di quarant'anni prima. Nel frattempo la storia si sofferma anche sulla storia d'amore tra Andrej e Marie, una bella ragazza francese di cui il sovietico si invaghisce.
Il passato sembra alle spalle, ma un nuovo complotto è in atto, messo in moto da Scherner, oggi alla guida di un'importante quanto invisibile rete terroristica. Dirottando un aereo di una linea aerea parigina, il gruppo terroristico minaccia di eliminare tutti gli ostaggi se non verranno uccisi tutti i testimoni degli eventi del lontano 1943.
Andrej assiste impotente alle azioni eclatanti di Scherner, ma la storia è ben più intricata di quanto sembri. Richard si nasconde in un vecchio appartamento, intuendo il pericolo per la sua vita rappresentato dall'ex nazista, ma non immagina che la sua giovane compagna Françoise è al soldo proprio di Scherner.

## Il fallito attentato
Alla base dell'intera trama vi è la storia del fallito tentativo, da parte dello spionaggio nazista, di eliminare i tre leader governativi più importanti dell'epoca, Churchill, Roosevelt e Stalin, durante la conferenza di Teheran. Sebbene la sceneggiatura del film non descriva persone ed eventi reali, lo spunto narrativo fa riferimento al reale progetto attentatorio da parte di spie naziste, che fu sventato dai servizi segreti sovietici a Teheran nel 1943.

## Colonna sonora
La colonna sonora del film fu composta da Georges Garvarentz e Mieczysław Weinberg. La canzone tema del film, Une Vie D'Amour (Вечная любовь,Vechnaya lyubov) di Charles Aznavour fu eseguita nel film da Aznavour, che la registrò anche in duetto con Mireille Mathieu, e si espanse a macchia d'olio sia in Russia che nel resto del continente europeo.

## Riconoscimenti
- 1981 - Festival cinematografico internazionale di Mosca
  - Gran premio